# Hundstage (1944)
Hundstage ist Film aus dem Jahre 1944 von Géza von Cziffra.

## Handlung
Peter und Paul, zwei alte Freunde und Zahnärzte, treffen sich zufällig wieder. Paul lebt in Scheidung. Peter steht kurz vor der Hochzeitsreise. Paul übernimmt die Urlaubsvertretung von Peter. Paul verliebt sich in die hübsche Assistentin Ingeborg, die aber Peters Ehefrau ist. Peter interessiert sich aber bereits für Gerti.

## Produktion
Der Film wurde von der Deutschen Forst-Filmproduktion GmbH und Wien-Film produziert. Er wurde im August 1943 im Barrandov-Atelier Prag und im Radlitz-Atelier Prag in Prag gedreht.
Den Vertrieb übernahm der Deutsche Filmvertrieb (DFV). Der Film kam am 4. August 1944 in die Kinos. Die Premiere fand im Marmorhaus in Berlin statt.